# کمربند قهرمانی سنگین‌وزن جهان دبلیودبلیوئی
عنوان قهرمانی سنگین وزن جهان (به انگلیسی: World Heavyweight Championship) یک کمربند قهرمانی جهانی در کشتی حرفه‌ای است که توسط کمپانی دبلیودبلیوئی در ۲۴ آوریل ۲۰۲۳ پایه‌گذاری شده است و در برند راو از آن دفاع می‌شود. این کمربند به همراه قهرمانی بی چون و چرای دبلیودبلیوئی در برند اسمک‌داون، دیگر کمربند جهانی این کمپانی است. قهرمان کنونی این عنوان، سث رالینز است که برای دومین بار قهرمان این عنوان شده است. او با کش کردن کیف مانی این د بنک خود بلافاصله پس از پایان مسابقه بین قهرمان پیشین، گانتر و سی‌ام پانک در شب اول سامر اسلم به تاریخ ۲ اوت ۲۰۲۵ که با پیروزی پانک همراه بود و شکست دادن او، قهرمان این عنوان شد. 
قهرمان فعلی، ست رولینز است که در دومین دوره قهرمانی خود، که رکورد جدیدی برای او محسوب می‌شود، قرار دارد. او با شکست دادن قهرمان قبلی، سی‌ام پانک، در مسابقه نقدی مانی این د بنک، در شب اول سامراسلم در ۲ آگوست ۲۰۲۵، درست پس از اینکه پانک، گانتر را برای کسب عنوان قهرمانی شکست داد، این عنوان را از آن خود کرد. 
دلیل ایجاد این کمربند، درفت شدن قهرمان وقت عناوین قهرمانی دبلیودبلیوئی و یونیورسال، رومن رینز، به برند اسمک‌داون در سال ۲۰۲۳ بود و به سبب عدم وجود کمربند جهانی در برند راو، این عنوان قهرمانی ایجاد و نخستین قهرمان آن در رویداد شب قهرمانان مشخص شد که سث «فریکن» رالینز موفق شد نام خود را به عنوان نخستین قهرمان این کمربند ثبت کند.
این عنوان قهرمانی، جدای از کمربند سنگین‌وزن پیشین است که از سال ۲۰۰۲ تا ۲۰۱۳ فعال بود و با کمربند قهرمانی دبلیودبلیوئی ادغام شد. با وجود اینکه نام این دو کمربند یکسان است، اما تاریخچه‌ای جدای از هم دارند.

## تاریخچه

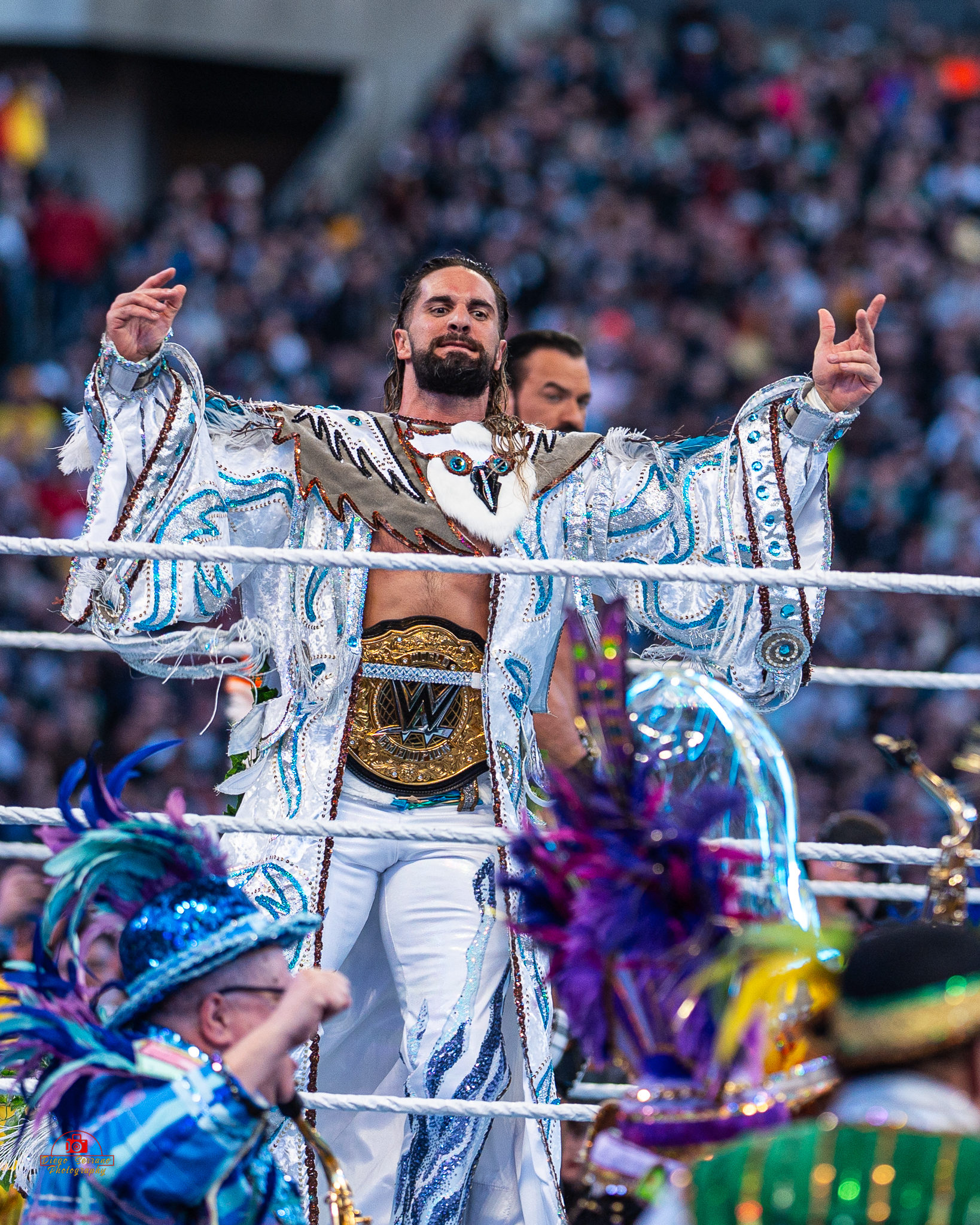
نخستین، طولانی‌ترین قهرمان و قهرمان کنونی این عنوان، سث رالینز

در شوی راو به تاریخ ۲۴ آوریل ۲۰۲۳، مدیر ارشد محتوای دبلیودبلیوئی، تریپل اچ اعلام کرد که با توجه به درفت شدن رومن رینز (قهرمان بی چون و چرای یونیورسال دبلیودبلیوئی) به شوی اسمک داون و عدم وجود عنوان جهانی در شوی راو، از عنوان قهرمانی سنگین وزن جهان رونمایی کرد و گفت که نخستین قهرمان این عنوان در شب قهرمانان مشخص خواهدشد و تورنومنتی بدین منظور انجام خواهدشد. در فینال این تورنومنت، سث رالینز و ای جی استایلز با هم مسابقه دادند که سث رالینز پیروز و نخستین قهرمان سنگین وزن جهان شد.

## طراحی
طراحی این کمربند شبیه به قهرمانی سنگین وزن جهان قدیم است و همچنین از نماد های کمربند قدیمی قهرمانی دبلیودبلیوئی استفاده شده است.
در وسط این کمربند، لوگوی دبلیودبلیوئی قرار گرفته و بالای آن "World" و پایین آن "Champion" ذکر شده است؛ همچنین سه شیر به نشانه خانواده مکمن که بنیانگذار دبلیودبلیوئی هستند قرار گرفته است. در ضمن یک تاج بالای کلمه World به نشانه قهرمانی طولانی مدت برونو سن مارتینو قرار گرفته شده است. همچنین ۶۰ الماس به نشانه ۶۰ سال از تاسیس کمپانی دبلیودبلیوئی بر روی کمربند قرار گرفته شده است.

## نظرات
برخی نظرات مثبت و منفی درمورد این قهرمانی بیان شده است. برخی از افراد از بازگشت عنوان سنگین وزن و فرصت های جدید به دیگر کشتی گیران ابراز رضایت و خوشحالی کردند، حال آنکه برخی از افراد می گویند که چون کسی نتوانسته است رومن رینز را شکست دهد، کمپانی این کمربند را برای دیگر کشتی گیران ایجاد کرده و این کمربند از ارزش کمتری برخوردار است. هم‌چنین برخی از هواداران از اینکه این کمربند، ادامه‌دهنده تاریخچه کمربند قهرمانی سنگین‌وزن قدیم نیست نیز انتقاد کردند، با این حال از طرح کمربند استقبال کرده و آن را زیبا نامیدند.

## قهرمان‌ها
| ردیف | قهرمان            | اطلاعات قهرمانی | اطلاعات قهرمانی   | اطلاعات قهرمانی        | طول مدت قهرمانی | طول مدت قهرمانی | اطلاعات بیشتر                                                                                | Ref.  |
| ردیف | قهرمان            | تاریخ           | رویداد            | مکان                   | دفعات قهرمانی   | روز             | اطلاعات بیشتر                                                                                | Ref.  |
| ---- | ----------------- | --------------- | ----------------- | ---------------------- | --------------- | --------------- | -------------------------------------------------------------------------------------------- | ----- |
| ۱    | سث «فریکن» رالینز | ۲۷ مه ۲۰۲۳      | شب قهرمانان       | جده، عربستان سعودی     | ۱               | ۳۱۶             | سث رالینز با شکست دادن ای جی استایلز در فینال تورنومنت قهرمانی، نخستین قهرمان این کمربند شد. | [ ۶ ] |
| ۲    | درو مکینتایر      | ۷ آوریل ۲۰۲۴    | رسلمنیا ۴۰ شب دوم | فیلادلفیا، پنسیلوانیا  | ۱               | ۱>              |                                                                                              | [ ۷ ] |
| ۳    | دیمین پریست       | ۷ آوریل ۲۰۲۴    | رسلمنیا ۴۰ شب دوم | فیلادلفیا، پنسیلوانیا  | ۱               | ۱۱۸             | مسابقه‌ای که منجر به قهرمانی دیمین پریست شد، به سبب قرارداد مانی این د بنک او بود.            | [ ۷ ] |
| ۴    | گانتر             | ۳ اوت ۲۰۲۴      | سامراسلم          | کلیولند، اوهایو        | ۱               | ۲۵۸             |                                                                                              | [ ۸ ] |
| ۵    | جی اوسو           | ۱۹ آوریل ۲۰۲۵   | رسلمنیا ۴۱ شب اول | پارادایس، نوادا        | ۱               |                 |                                                                                              | [ ۹ ] |
| ۶    | گانتر             | ۹ ژوئن ۲۰۲۵     | راو‍               | فینیکس، آریزونا        | ۲               | ۵۳              |                                                                                              |       |
| ۷    | سی‌ام پانک         | ۲ اوت ۲۰۲۵      | سامر اسلم شب اول  | رادرفورد شرقی، نیوجرسی | ۱               | ۱>              |                                                                                              |       |
| ۸    | سث رالینز         | ۲ اوت ۲۰۲۵      | سامر اسلم شب اول  | رادرفورد شرقی، نیوجرسی | ۲               | +۱              | مسابقه‌ای که منجر به قهرمانی سث رالینز شد، به سبب قرارداد مانی این د بنک او بود.              |       |